# NVIDIA ion
NVIDIA ion — Нова технологія від компанії Nvidia, призначена для збільшення продуктивності в мобільних ПК. Складовими даної технлогії є:
- Графічний процесор Nvidia Ion (GeForce 9400M)
- Чипсет Nvidia Ion
- Процесор сімейства Intel Atom

Графічні процесори NVIDIA ® ION ™ розширюють візуальні можливості компактних малопотужних ПК і забезпечують продуктивність, в десятки разів перевищує ефективність схожих систем. У комбінації з CPU невеликої потужності, наприклад, Intel Atom, графічні процесори ION перетворюють традиційні ПК з низькою продуктивністю в системи преміум класу.
Ключові переваги технології Nvidia ION:
- Full 1080p HD відео з чітким 7.1-канальним аудіо
- Ексклюзивна DirectX 10 графіка з розширеними можливостями з'єднання з цифровим дисплеєм
- Технологія NVIDIA ® CUDA ™ прискорює самі вимогливі до обчислень програми, забезпечуючи вашому ПК широкі можливості роботи з візуальним контентом, наприклад, перекодуванням відео, та іграми
- Швидка робота з операційними системами Windows Vista і Windows 7
- Можливість комплектувати портативні пристрої інтерфейсом HDMI 1.3
- Підтримка оперативної пам'яті DDR3 з частотою до 1333 МГц
- Підтримка Ethernet-контролера з швидкістю 1 Гбіт\сек
- Підтримка інтерфейсу e-SATA
- Зниження енергоспоживання портативного ПК

Для досягнення поставленої цілі, компанія Nvidia переконала виробників портативних пристроїв змусити компанію Intel постачати процесор ATOM окремо від чипсету і945, оскільки даний чипсет містить інтегроване графічне ядро GMA 950, — саме ці два компоненти (чипсет і графічне ядро) обмежували мультимедійні можливості портативного ПК, а саме:
- Не підтримка Full HD, HD ready
- Аналогове з'єднання з монітором
- Малий розмір екрану
- Не підтримка робочого столу AERO в операційних системах Преміум класу
- Не підтримка інтерфейсів HDMI, GLAN, e-Sata
- Не підтримка оперативноїх пам'яті DDR3

Нетбук з платформою Nvidia Ion та процесором Intel Atom дозволяє користувачу використовувати широкі мультимедійні можливості свого портативного ПК, а саме: відтворювати відео високої якості (Full HD), відтворювати 8-ми канальний звук, за допомогою інтерфейсу HDMI переглядати відео контент на великих цифрових панелях та насолоджуватися звуком в 7.1 домашніх кінотеатрах, користуватися зовнішніми e-Sata накопичувачами, перекодовувати відео до 10-ти разів швидше + можливість ефективно використовувати програму Photoshop, насолоджуватися іграми та робочим столом Aero в ОС преміум класу, використовувати доступ до мережі з швидкістю до 1 Гбіт\сек.